# Miracle in Lane 2
Miracle in Lane 2 (no Brasil: Milagre na Pista 2) é um telefilme original do Disney Channel de 2000, estrelado por Frankie Muniz.
Originalmente o filme se chamaria "Wheelies", porém foi alterado.
O longa foi assistido por mais de 4,5 milhões de espectadores em sua noite de estreia no Estados Unidos.

## Enredo
O filme conta a história real de Justin Yoder, um menino que nasceu com espinha bífida e hidrocefalia , e retoma a sua vida em uma cadeira de rodas. Ele vive com sua mãe protetora e meu pai e seu irmão Seth, que é um atleta de esportes. Devido à sua deficiência, Justin tenta desesperadamente encontrar algo que ele pode fazer isso faria ele se sentir especial. Para orientação, Justin confronta Deus (que no filme toma forma como um piloto de corridas de carros famosos, Bobby Wade) durante sua viagem.
Depois de descobrir um racer soapbox no galpão de seu vizinho, Justin espera participar em corridas de palanque e, eventualmente, encontrar um amor e talento para o esporte. Para deficiência de Justin, seu pai e seu vizinho Vic construir um carro de corrida personalizado com um travão (chamado de "Justin Brake"). Enquanto isso, Seth sente que os pais se concentrar demais em Justin em vez de tratar os meninos da mesma forma. Seth no entanto, tem uma mudança de coração, quando Justin tem um acidente durante uma corrida ruim.
A família é então confrontado com a ideia de que a participação de Justin dentro do esporte pode ser perigoso para sua saúde. No final do filme, Justin pede a Deus se as pessoas são perfeitas quando eles vão para o céu, e Deus lhe mostra um céu onde há pessoas com e sem cadeiras de rodas, todos juntos, para que Justin feliz responda "perfeito".
Como um tributo a Justin Yoder, um slide com fotos é mostrado antes dos créditos finais. 

## Elenco
| Ator                 | Personagem          |
| -------------------- | ------------------- |
| Frankie Muniz        | Justin Yoder        |
| Rick Rossovich       | Myron Yoder         |
| Molly Hagan          | Sheila Yoder        |
| Patrick Levis        | Seth Yoder          |
| Roger Aaron Brown    | Vic Sauder          |
| Tuc Watkins          | God/Bobby Wade      |
| Brittany Bouck       | Cindy               |
| Todd Hurst           | Brad                |
| Kara Keough          | Teresa              |
| Joel McKinnon Miller | Bill                |
| Holmes Osbourne      | Randall             |
| Freda Fon Shen       | Dr. Kwan            |
| Christian Copelin    | Pipsqueak           |
| Judith Drake         | Voluntário          |
| Rick Fitts           | Técnico de futebol  |
| Jim Jansen           | Ministro            |
| James Lashly         | Leather Jacket Man  |
| Tom Nolan            | Técnico de beisebol |
| Milt Tarver          | Elder Statesman     |
| Tom Virtue           | Locutor             |

## Prêmios e Indicações
| Ano  | Premiação                      | Categoria                                                   | Nominado                        | Resultado |
| ---- | ------------------------------ | ----------------------------------------------------------- | ------------------------------- | --------- |
| 2001 | Directors Guild of America     | Outstanding Directorial Achievement in Children's Programs  | Greg Beeman                     | Venceu    |
| 2001 | Humanitas Prize                | Children's Live-Action Category                             | Joel Kauffmann & Donald C. Yost | Venceu    |
| 2001 | Writers Guild of America Award | WGA Award (TV) Children's Script                            | Joel Kauffmann & Donald C. Yost | Indicado  |
| 2001 | Young Artist Awards            | Young Artist Award Best Performance in a TV Movie (Drama)   | Patrick Levis                   | Venceu    |
| 2001 | Young Artist Awards            | Supporting Young Actor                                      | Patrick Levis                   | Venceu    |
| 2001 | Young Artist Awards            | Best Performance in a TV Movie (Drama), Leading Young Actor | Frankie Muniz                   | Indicado  |
| 2001 | Young Artist Awards            | Best Family TV Movie/Pilot/Mini-Series - Cable              | Miradle in Lane 2               | Indicado  |